# Alma Söderhjelm
Alma Söderhjelm (Víborg, Gran Ducado de Finlandia, Rusia, 10 de mayo de 1870-Estocolmo, Suecia, 1 de marzo de 1949) fue una historiadora finesa de habla sueca y la primera profesora en los países nórdicos y la primera catedrática de Finlandia.

## Carrera
Después de obtener un Master of Arts en historia, Söderhjelm preparó durante tres años su tesis doctoral en París. Su tesis era un estudio del periodismo durante la Revolución francesa y  fue publicado bajo el título Le Régime de la presse pendant la Révolución française. Obtuvo su doctorado en 1900.
La universidad acordó unánimemente, en base a su tesis, proponer a Söderhjelm una cátedra. Esta promoción se retrasó hasta 1906, debido a la preocupación por las actividades políticas de su padre y su hermano. Además, el zar Nicolás II señaló que si una mujer se convirtiese en catedrática en Finlandia, se tendría que hacer lo mismo en Rusia.
No fue hasta 1906 cuando se convirtió finalmente en la primera catedrática en Finlandia. Mantuvo esta puesto hasta 1927. En ese momento, pasó a ser catedrática de historia general en la Universidad Åbo Akademi, la primera en Finlandia.
Su trabajo académico también involucra la edición de la correspondencia de la reina francesa María Antonieta con el noble sueco Hans Axel de Fersen.

## Otras actividades
Söderhjelm también trabajó como periodista, escribiendo una columna para el periódico Åbo Underrättelser. También escribió novelas, poesía y una autobiografía en cinco volúmenes. También coescribió en 1923 el guion para Gunnar Hedes saga (en inglés: The Blizzard), una película de drama sueca dirigida por Mauritz Stiller.
Fue políticamente activa. Llevaba revistas de contrabando desde Suecia hasta Finlandia, y ayudaba a los voluntarios militares a trasladarse de Suecia a Alemania.